# 萨尔贾姆达
萨尔贾姆达（Sarjamda），是印度贾坎德邦Purbi Singhbhum县的一个城镇。总人口18373（2001年）。

## 人口
该地2001年总人口18373人，其中男性9370人，女性9003人；0—6岁人口2813人，其中男1461人，女1352人；识字率59.92%，其中男性为71.20%，女性为48.20%。